# ラフ→チケット
ラフ→チケット（ROUGH→TICKET）は、北海道旭川市出身のお笑いコンビ。オフィスセブン所属。コンビ名はそのまま「ラフチケット」と読み、「→」は発音しない。北海道を中心にテレビ、ラジオやイベントで活動する。

## メンバー
- 須藤もとき （すどう もとき、1978年12月21日 - ）
  - ボケ（自称は「おだち[1]」）担当、立ち位置は向かって左。金髪が特徴。
  - 本名：須藤基樹（すどうもとき）
  - 出身：北海道旭川市
  - 血液型：A型
  - 身長体重：163cm・58kg
  - 趣味：バイク・妖怪
  - 特技： ものまね・ひとり言・イラスト
  - その他：1級小型船舶操縦士・境港妖怪検定初級

- 斉藤ひろき （さいとう ひろき、1979年2月7日 - ）
  - ツッコミ担当、立ち位置は向かって右。
  - 本名：斉藤洋輝（さいとうひろき）
  - 出身：北海道旭川市
  - 血液型：A型
  - 身長体重：173cm・60kg
  - 趣味：天体観測・釣り・音楽鑑賞
  - 特技：豚汁作り

## 概要
小中高と同級生の幼馴染。旭川実業高等学校在学中、吉本興業札幌事務所主催のオーディション番組「笑わしたるねん」に合格し、オンエアされる。以降、札幌を中心に活動するが、2023年8月からはひろきが地元旭川に帰郷し、2025年4月からは就農を目指して鷹栖町に在住している。現在ひろきはオフィスセブン所属タレント一覧から消えている。
共演する主なタレント・ミュージシャンにはかみむらしんや、ふれさわひろみつ、池谷幸雄、さおり、五十嵐浩晃、ハマー、トムJET33らがいる。
TV、ラジオ番組のほか、数々のお笑いイベントで活動中。その他、自治体や企業の催事や祭り、学校祭などにMC・ゲストとして多数出演している。

## 出演番組

### 現在出演している番組
コンビで出演
FMりべーる
- 「ラフ→チケットの爆笑！お笑いSCHOOL」

もときのみ出演
テレビ北海道(TVh)
- 「しんや一族」

### 過去の出演番組
北海道放送(HBC)
- 「レラの魂」（JBLレラカムイ北海道情報番組）
- 「BACK STAGE PASS 〜SAPPORO〜」

北海道テレビ放送(HTB)
- 「連チャン革命パーラー.delZ」
- 「新春旭川市長対談」
- 「しんや家族」
- 「レッツパチニケーション」
- 「プリパチ」

テレビ北海道(TVh)
- 「しんやいちぞく」

ジェイコム札幌(J：COM)
- 「ギャンブル大帝」
- 「北海道発エゾ鹿セブン」
- 「SAPPORO NAMARA TV」

札幌コミュニティ放送局（ラジオカロスサッポロ）
- 「お笑いNEW WAVE」

エフエムとよひら（FMアップル）
- 「寝てるばやいか！」

旭川シティネットワーク（FMりべーる）
- 「サムライナー」

その他多数

## 雑誌
- もとき「フリーペーパーアスワーク 遅咲きサンダーロード」コラム執筆

## 単独ライブ
- 「遅咲きサンダーロード」
- 「フリートークライブ ふわふわキャノンボール」
- 「RUSH and RUSH」
- 「パンチドランカー」
- 「笑林寺拳法」
- 「旭一な感じ2000」
- 「賞味期限シリーズ1〜5」
- 「旭豆」

## 共演ライブ/イベント
- 「オフィスセブンチャリティライブ IN 千歳アウトレットモール・レラ ～今 自分達が 出来る事～」
- 「札幌市青少年科学館 プラネタリウムお笑いライブ」
- 「ふるさと・旭川120年 北の恵み食べマルシェ」
- 「足寄町ふるさと盆踊り」
- 「旭川さんろく祭り」
- 「旭川近文盆踊り」
- 「蟠龍まつりinとうま」
- 「石狩川フェスティバル 水祭」
- 「JA富川収穫感謝祭」
- 「JBL公式戦 レラカムイ北海道 VS リンク栃木ブレックス」
- 「お笑いライブ〜オフィスセブンアワー」
- 「アントキの猪木」
- 「SUPER LIGHT SHOWシリーズ」
- 「旭川冬まつり TOSHIBAスノーステージ」
- 「旭川 芸人トーナメント」
- 「MIX2000」
- 「旭川LIVE JAM」
- 「なよろ雪質日本一フェスティバル」

その他多数